# 安保璃紅
安保 璃紅（あんぽ りく、1997年9月9日 - ）は、日本のキックボクサー。第5代Krushスーパーフェザー級王者。兵庫県姫路市出身。兄はキックボクサーの安保瑠輝也。

## 略歴
4歳から極真空手を始め、「第1回 国際青少年空手道選手権大会」で優勝。幼少時代から兄とともに空手で実績を残し、関西で「安保兄弟」として知られるようになる。
2016年9月に兄とともに拠点を横浜に移し、Krushに初出場。2017年2月から5月にかけてKrushの「第5代スーパー・フェザー級王座決定トーナメント」に出場し、山本真弘、郷州征宜、レオナ・ペタスに勝利し、無敗のまま史上最短のプロ8戦目でスーパー・フェザー級王者となった。2017年10月にタイトル初防衛戦で郷州に敗北。
2018年春に兄とともにジム「ALL-WIN GYM」を大阪に設立。
2019年11月にはK-1の「第3代フェザー級王座決定トーナメント」の1回戦でジャオスアヤイ・アユタヤファイトジムと対戦し、初のKO負け。以降、約2年半の休止期間を経て、2022年7月にライト級に転向。「Krush.139」に出場予定であったが、減量中に低カリウム血症と診断され、重症不整脈等出現の可能性があることからドクターストップとなる。
2023年6月に約3年半ぶりの復帰戦として格闘技イベントBigbangで齋藤紘也と対戦し、判定負け。
2024年2月に兄の瑠輝也が自身のYouTubeチャンネルで璃紅が窃盗などの素行不良を繰り返し、行方不明状態であることを告白。その後、対面して反省と更生を誓ったが、同年6月には再び窃盗などを行っていたことを瑠輝也が報告。BreakingDown（「BreakingDown12」）のオーディションに参加する予定であったが、無断欠席していた。7月には、瑠輝也が璃紅を呼び出して手をあげ、「格闘技でやり直したい」という璃紅の意思、覚悟を確認するためにスパーリングを行い、計7回のダウンを奪われて終わった。
2024年12月開催の「BreakingDown14」のオーディションに参加。12のオーディションを無断欠席した件について謝罪し、COOの溝口勇児から「今後そういうことは絶対にないと約束できますか？」と問われると、「約束します」と明言した。オーディションでRIZIN出場経験があるMASANARIとのスパーリングで勝利し、才賀紀左衛門のジム「サイガジム」所属の高校生選手である杉村昴汰との対戦が決まった。試合は延長判定0-5で敗北。
2025年3月開催の「BreakingDown15」のオーディションでは、「サイガジム」所属となった空手家の大野篤貴から61キロ以下契約での挑戦を受け、承諾。計量はクリアしたが、過度の減量による体調不良で病院で点滴を受け、試合前日の会見を欠席した。試合は延長判定2-3で敗北。

## 戦績

### プロキックボクシング
| キックボクシング 戦績 | キックボクシング 戦績 | キックボクシング 戦績 | キックボクシング 戦績 | キックボクシング 戦績 | キックボクシング 戦績 | キックボクシング 戦績 |
| --------------------- | --------------------- | --------------------- | --------------------- | --------------------- | --------------------- | --------------------- |
| 14 試合               | (T)KO                 | 判定                  | その他                | 引き分け              | 無効試合              |                       |
| 10 勝                 | 6                     | 4                     | 0                     | 0                     | 0                     |                       |
| 4 敗                  | 1                     | 3                     | 0                     | 0                     | 0                     |                       |

| 勝敗 | 対戦相手                             | 試合結果                       | 大会名                                                                       | 開催年月日     |
| ×    | 齋藤紘也                             | 3R終了 判定0-3                 | Bigbang 46                                                                   | 2023年6月18日  |
| ×    | ジャオスアヤイ・アユタヤファイトジム | 1R 1:14 KO（左フック）         | “K-1冬のビッグマッチ 第1弾 横浜”「K-1 WORLD GP 2019 JAPAN ～よこはまつり～」 | 2019年11月24日 |
| ×    | 朝久泰央                             | 3R終了 判定0-3                 | K-1 WORLD GP 2018 JAPAN～K-1ライト級世界最強決定トーナメント～               | 2018年12月8日  |
| ○    | 川口 拓真                            | 3R 1:53 TKO（タオル投入）      | Krush.93                                                                     | 2018年9月30日  |
| ○    | 覇家斗                               | 3R終了 判定3-0                 | Krush.89                                                                     | 2018年6月30日  |
| ×    | 郷州征宜                             | 3R終了 判定1-2                 | Krush.81 【Krush-60kgタイトルマッチ】                                        | 2017年10月1日  |
| ○    | レオナ・ペタス                       | 3R終了 判定3-0                 | Krush.76 【-60kg王座決定トーナメント決勝戦】                                 | 2017年5月28日  |
| ○    | 郷州征宜                             | 3R終了 判定3-0                 | Krush.75 【-60kg王座決定トーナメント準決勝】                                 | 2017年4月2日   |
| ○    | 山本真弘                             | 1R 2:05 KO（3ノックダウン）    | Krush.73 【-60kg王座決定トーナメント1回戦】                                  | 2017年2月18日  |
| ○    | 稲石竜弥                             | 3R終了 判定2-0                 | Krush.71                                                                     | 2016年12月18日 |
| ○    | 三輪裕樹                             | 2R 2:52 KO                     | Krush.69                                                                     | 2016年9月30日  |
| ○    | 泰良拓也                             | 1R 2:40 KO（ハイキック）       | HOOST CUP SPIRIT 5                                                           | 2015年3月1日   |
| ○    | 辻貴之                               | 1R 1:40 KO（ボディへの膝蹴り） | HOOST CUP KINGS WEST                                                         | 2014年11月30日 |
| ○    | 朝飛拓斗                             | 1R 0:50 TKO                    | GLADIATOR 56                                                                 | 2013年5月26日  |

### アマチュアキックボクシング
| 勝敗 | 対戦相手   | 試合結果                  | 大会名                                                                                | 開催年月日     |
| ×    | 大野篤貴   | 1分1R+延長1R終了 判定2-3  | BreakingDown15                                                                        | 2025年3月2日   |
| ×    | 杉村昴汰   | 1分1R+延長1R終了 判定0-5  | BreakingDown14                                                                        | 2024年12月8日  |
| ○    | 悠矢       | 1分30秒1R+延長1R終了 判定 | Rumble vol.2                                                                          | 2023年12月17日 |
| △    | 安達陸仁   | 2分2R終了 判定            | チャクリキ ゴールドラッシュ in RKS                                                    | 2013年3月31日  |
| ×    | 森下心一朗 | 2分2R+延長1R終了 判定0-3  | 第2回KJCタイトルマッチ＆第4回競拳ジュニアキック 【KJC Jr.クルーザー級タイトルマッチ】 | 2012年11月18日 |

## 獲得タイトル
- 第5代Krushスーパーフェザー級王者